# Dirk-Jan van Gendt
Hendrik Theodorus Petrus (Dirk-Jan) van Gendt (Boxtel, 18 juli 1974) is een Nederlands voormalig volleyballer.
Van Gendt werd driemaal Nederlands kampioen en won ook driemaal de beker. Hij speelde 247 wedstrijden voor de Nederlandse volleybalploeg en nam deel aan het Europees kampioenschap in 2001 en 2007, het wereldkampioenschap in 2002 en de FIVB World League 2013. Van Gendt maakte ook deel uit van de Nederlandse selectie op de Olympische Zomerspelen 2004. In 2016 werd hij assistent-trainer bij het Nederlands team. In seizoen 2022-2023 werd hij kampioen met VCV Heren 3 in promotieklasse C regio West. 
Seizoen 2023-2024 leverde  een kampioenschap op in de 3e divisie. 
In het seizoen 2024-2025 mocht hij op 22 maart 2025 wederom een kampioenschap aan z’n palmares toevoegen uitkomend in de 3e divisie met VCV Heren 2.

## Clubs
- Vrevok (1996-2001)
- Alcom Capelle (2001-2003)
- Ortec Rotterdam Nesselande (2003-2007)
- VC Euphony Asse-Lennik (2007-2010)
- Moerser SC (2010-2012)
- Topvolley Antwerpen (2012-2013)
- Volleybal Combinatie Veenendaal (2018-heden)